# Josh Becker
Joshua Matthew Becker (nascut el 17 d'agost de 1958) és un guionista i director i autor de cinema i televisió nord-americà els crèdits inclouen episodis de Xena: Warrior Princess així com col·laboracions amb Bruce Campbell i Sam Raimi.

## Vida i carrera

### Primers anys i educació
Josh Becker va néixer a Detroit, Michigan el 1958. Es va fascinar pel cinema després de veure La conquesta de l'Oest als sis anys. Quan era adolescent, va fer diversos curtmetratges de Super-8 amb Sam Raimi i Bruce Campbell. Va abandonar l'escola secundària als 16 anys i va completar el seu GED, després va assistir a diverses universitats (incloent la Universitat Estatal de Michigan), però no va completar els seus estudis. Als 17 anys, es va traslladar a Los Angeles, on va treballar en diverses feines de nivell mitjà a baix mentre intentava entrar a la indústria del cinema. També va fer autostop a Alaska durant el seu període (inspirat per l'escriptor Jack London), i va explicar les seves aventures a Alaska Journal, i les seves memòries posteriors, Going Hollywood.

### Carrera cinematogràfica i televisiva
Josh Becker va treballar com a assistent de producció i gravador de so a Possessió infernal (1981), que més tard es va referir com el rodatge de pel·lícules més esgotador en què havia participat mai. Més tard va fer el seu primer llargmetratge, Stryker's War (més tard retitulat Thou Shall Not Kill... Except), als 25 anys, que va protagonitzar Sam Raimi, després de passar diversos anys intentant recaptar-ne fons. Bruce Campbell originalment havia de protagonitzar la pel·lícula, i va protagonitzar la versió de demostració Super-8 de 45 minuts de la pel·lícula, però va haver de retirar-se a causa de les regulacions sindicals del Sindicat d'Actors de Cinema. La seva segona pel·lícula, Lunatics: A Love Story, va ser produïda i estrenada el 1991, i protagonitzada per Ted Raimi i Deborah Foreman. També va treballar com a assistent de producció durant aquest període, inclòs en un dels primers vídeos musicals de Mariah Carey.
Becker més tard va dirigir episodis de diversos programes de televisió, incloent Real Stories of the Highway Patrol. Va dirigir la pel·lícula de televisió Hercules in the Maze of the Minotaur, que va portar a un concert de direcció a Xena: Warrior Princess que va tenir durant diversos anys. També va dirigir la pel·lícula en blanc i negre Running Time amb Bruce Campbell, que va ser editada per semblar que hagués estat filmada en un sol pla continu.
El 1999, Becker va escriure, produir i dirigir la pel·lícula independent If I Had A Hammer, sobre l'escena del folk rock dels anys 60. La pel·lícula no s'ha estrenat mai en cap format (tot i que s'ha projectat en sales diverses vegades), i només va aparèixer breument a YouTube. Becker va dirigir més tard les dues pel·lícules de Sci-Fi Channel Alien Apocalypse (basades en el seu guió) i Stan Lee's Harpies.
El 2013, Becker va produir la sèrie web de YouTube Spine Chillers, dirigint diversos episodis. El 2018 Becker va tornar a la realització de llargmetratges. amb Morning, Noon, and Night que també va escriure, i que el reuneix amb l'editor Kaye Davis, que també va editar Running Time i Evil Dead II. El 2020 va seguir amb un altre llargmetratge, el western Warpath protagonitzat per Thom Matthews i Ted Raimi.

## Escriptura
Becker és l'autora de The Complete Guide to Low-Budget Feature Filmmaking que detalla els detalls del cinema independent des de la seva pròpia experiència. Bruce Campbell va escriure la introducció.
El 2008 es va publicar el seu segon llibre, Rushes, una col·lecció d'assajos que abans estava disponible al seu lloc web.
El seu tercer llibre, Going Hollywood, que detalla el seu temps a Hollywood quan va arribar per primera vegada el 1976, i les seves aventures a Alaska, es va publicar el 2010.
L'any 2014, Becker va intentar el crowdfunding publicar la seva sèrie de novel·les de ficció històrica. Un d'ells, Mann's Revenge, es va publicar com a llibre electrònic a Amazon.
Becker ha publicat una sèrie d'assajos al seu lloc web sobre el negoci del cinema i la història del cinema, així com una sèrie de ressenyes de pel·lícules, que destaquen per la seva acidesa i honestedat brutal. Ha parlat sovint de l'estat actual del cinema i Hollywood, que veu com una motivació purament econòmica (en lloc d'intencions artístiques i creatives) i orientada al mínim comú denominador. També és un apassionada del Cinema clàssic de Hollywood, i ha escrit que considera que El pont del riu Kwai és la millor pel·lícula mai feta.
També ha revisat pel·lícules antigues de l'oest per a True West Magazine.

### Assaigs
- Smoking Cigarettes (1996)
- The Need for Structure, Part I (1997)
- The Need for Structure, Part II: We Are Our Own Worst Enemies (1997)
- Reduced Expectations (1997)
- 99-Cent Stores (1998)
- Verisimilitude (1998)
- Genius in Film (1998)
- Truth & Lies (1998)
- Stories & Society ("Pleasantville" and "Enemy of the State") (1998)
- Turner Classic Movies: A Blessing on My House (1998)
- The Need for Structure, Part III: Action Movies (1999)
- Stevie the Cat (1999)
- The Need for Structure, Part IV: The Rejection of Older Forms (2000)
- The Need for Structure, Part V: Irony & Theme (2000)
- America: Land of the Stupid Cowboys (2000)
- Reading Books (2000)
- Monsterization (2000)
- The Intentions of Storytelling (2000)
- My History of Writing Machines (2000)
- A Lesser Form (2001)
- Bailing Out on Los Angeles (2001)
- My Patriotic "Orientation" (2003)
- Religion is Evil (2003)
- The Misuse of Presidential Power (2003)
- Dogma 2006: Facing the Post-Star Wars Era (2005)
- Hollywood Movie Studios (2005)
- Bulgarian Impressions (2006)
- Conservatism (2007)
- "Victory" in Iraq is Pure Garbage (2008)
- Religious Freedom (2010)
- The Making of "Intent" (2007, rev. 2011)

## Crèdits seleccionats de cinema itelevisió
| Any       | Pel·lícula                           | Director | Productor | Guionista | Altres              | Notes                                                            |
| --------- | ------------------------------------ | -------- | --------- | --------- | ------------------- | ---------------------------------------------------------------- |
| 1981      | Possessió infernal                   |          |           |           | llum i efectes      |                                                                  |
| 1981      | Torro! Torro! Torro!                 | Sí       |           |           |                     | Curtmetratges                                                    |
| 1982      | Cleveland Smith: Bounty Hunter       | Sí       |           | Sí        | Fotografia i editor | Curtmetratges                                                    |
| 1985      | Thou Shalt Not Kill... Except        | Sí       |           | Sí        | Fotografia i editor |                                                                  |
| 1991      | Lunatics: A Love Story               | Sí       |           | Sí        |                     |                                                                  |
| 1993      | Real Stories of the Highway Patrol   | Sí       |           |           |                     | Sèries de televisió                                              |
| 1994      | Hercules in the Maze of the Minotaur | Sí       |           |           |                     | Telefilm                                                         |
| 1995      | Mosquito                             |          |           |           | Actor               |                                                                  |
| 1996-2001 | Xena: Warrior Princess               | Sí       |           | Sí        |                     | Tsèrie de televisió Dirigí 9 episodis Escriu 2 episodis          |
| 1997      | Running Time                         | Sí       | Sí        | Sí        |                     |                                                                  |
| 1999      | If I Had a Hammer                    | Sí       |           | Sí        |                     |                                                                  |
| 2000      | Jack of All Trades                   | Sí       |           |           |                     | Sèrie de televisió 2 episodis                                    |
| 2005      | Alien Apocalypse                     | Sí       |           | Sí        |                     | Telefilm                                                         |
| 2007      | Stan Lee's Harpies                   | Sí       |           |           |                     | Telefilm                                                         |
| 2008      | Intent                               | Sí       |           |           |                     | Unreleased                                                       |
| 2013-2014 | Spine Chillers                       | Sí       | Sí        | Sí        |                     | Web series Dirigí 3 episodis Escriu 3 episodis Actor (1 episodi) |
| 2018      | Morning, Noon, and Night             | Sí       | Sí        | Sí        |                     |                                                                  |
| 2020      | Warpath                              | Sí       | Sí        | Sí        |                     |                                                                  |